# Horská Kvilda
Horská Kvilda település Csehországban, a Klatovyi járásban. Horská Kvilda Modrava, Srní, Kvilda, Nové Hutě, Kašperské Hory és Rejštejn településekkel határos. Lakosainak száma 67 fő (2024. január 1.).

## Népesség
A település lakosságának változását az alábbi diagram mutatja:
| Lakosok száma | 415  | 414  | 506  | 186  | 21   | 50   | 64   | 67   | 66   | 67   |
|               | 1869 | 1890 | 1921 | 1950 | 1980 | 2001 | 2017 | 2019 | 2022 | 2024 |